# Crnuzi
Crnuzi (Servisch cyrillisch Црнузи) is een plaats in de Servische gemeente Priboj. De plaats telt 445 inwoners (2002).